# Henrikovski členi
Henrikovski členi (poljsko Artykuły henrykowskie, latinsko Articuli Henriciani) so  poljsko-litovski pravni akti, oblikovani v medvladju po smrti poljskega kralja Sigismunda II. Avgusta, zapisani na volilnem sejmu (skupščini) leta 1573, katerega glavna naloga je bila izvolitev novega  monarha. Členi so vsebovali temeljna načela vladanje in ustavnega prava v Poljsko-litovski skupni državi.

## Pomen
Členi so bili nespremenljivi zakoni, ki so vsebovali najpomembnejše predpise o izvajanju oblasti v državi in opredeljevali razmerje med generalnim sejmom (parlamentom)  in monarhom. Šlo je za sklop pravnih predpisov, ki jih je moral spoštovati vsak kralj Republike obeh narodov in veliki knez Litve, izvoljen na svobodnih volitvah. S podpisom teh členov se je kralj postavil v odvisnost od plemstva. Skupaj s pacta conventa so tvorili osnovo pravnega sistema Republike obeh narodov  v obdobju svobodnih volitev monarhov. Ime izhaja iz imena prvega vladarja, Henrika Valoijskega,  ki je moral podpisati to listino pred prevzemom prestola.

## Vsebina
- plemstvu so zagotavljali ohranitev njegovih privilegijev;
- opredelili so načela sistema in zakonodaje Republike Poljske;
- kralju su ukazali, da mora vsaki dve leti sklicati generalni parlament za obdobje šest tednov, v nujnih primerih pa izredni parlament;
- obvezovali so kralja, da ima ob sebi stalni svetovalni svet šestnajstih senatorjev, tako imenovanih rezidenčnih senatorjev, ki so poročali Sejmu;
- členi niso dovoljevai dedovanja kraljevega naslova; kralj naj bi bil izbran izključno s svobodnimi volitvami;
- notranja in zunanja politika ter napoved vojne so bile pod nadzorom Sejma;
- kralju so prepovedali sprejemanje pomembnih političnih odločitev brez soglasja senatorjev, ki so bivali na kraljevem dvoru;
- uveljavili so odvisnost monarha od zakonov Republike obeh narodov, to je od volje plemstva;
- državljani so imeli pravico do svobode veroizpovedi; kralj je bil dolžan vzdrževati mir med ralično verujočimi;
- v zadnjem členu so dovolili odpoved pokorščine kralju (rokosh) v primeru kršitve njegovih obveznosti.